# サートゥルナーリア (競走馬)
サートゥルナーリア（欧字名:Saturnalia、2016年3月21日 - ）は、日本の競走馬・種牡馬。主な勝ち鞍は2018年のホープフルステークス、2019年の皐月賞。
馬名の意味は「公現祭での行事の基礎ともなった古代ローマの祭り」（母名からの連想）。

## 経歴

### デビュー前
2016年3月21日、北海道安平町のノーザンファームで誕生。一口馬主法人「キャロットクラブ」より総額1億4,000万円（1口35万円×400口）で募集された。育成はノーザンファーム早来の伊藤隆行厩舎にて行われた。伊藤厩舎長は育成時代のエピファネイア、リオンディーズにも騎乗した経験があり、当時のサートゥルナーリアについて「初めて跨がった頃から、兄と共通する前向きさと手応えの良さがありました。ロードカナロアの産駒らしい体型こそしていましたが、折り合いの不安も無かったですし、距離はこなせるとも思っていました」と振り返っている。

### 2歳（2018年）
母のシーザリオ、半兄のエピファネイア、リオンディーズと同じく栗東・角居勝彦厩舎に入厩。秋の京都開催でデビューしたGI馬の兄2頭と比べて仕上がりは早く、2018年6月10日の新馬戦（阪神芝1600m）でデビューする。デビュー1週前の追い切りではたまたま併せ馬が重なった他厩舎のGI馬ペルシアンナイトを追走して併入する抜群の動きを見せた。レースではリオンディーズの主戦でもあったミルコ・デムーロが騎乗し、単勝1.1倍の圧倒的人気を集めた。好スタートから好位の内を追走し、最後の直線では窮屈になる場面もあったが、進路が生まれると一瞬で抜け出し、ゴール前はデムーロが手綱を抑えるほどの楽勝でデビュー勝ちを収めた。
2戦目には札幌2歳ステークスが予定されていたが、左前脚の球節に疲れが見られたため回避となった。夏場は休養にあてられ、10月27日の萩ステークスで復帰。最後の直線では持ったままの状態で内から抜け出し、最後まで追われることなく2着ジャミールフエルテに1馬身3/4差をつける大楽勝でデビュー2連勝を飾った。

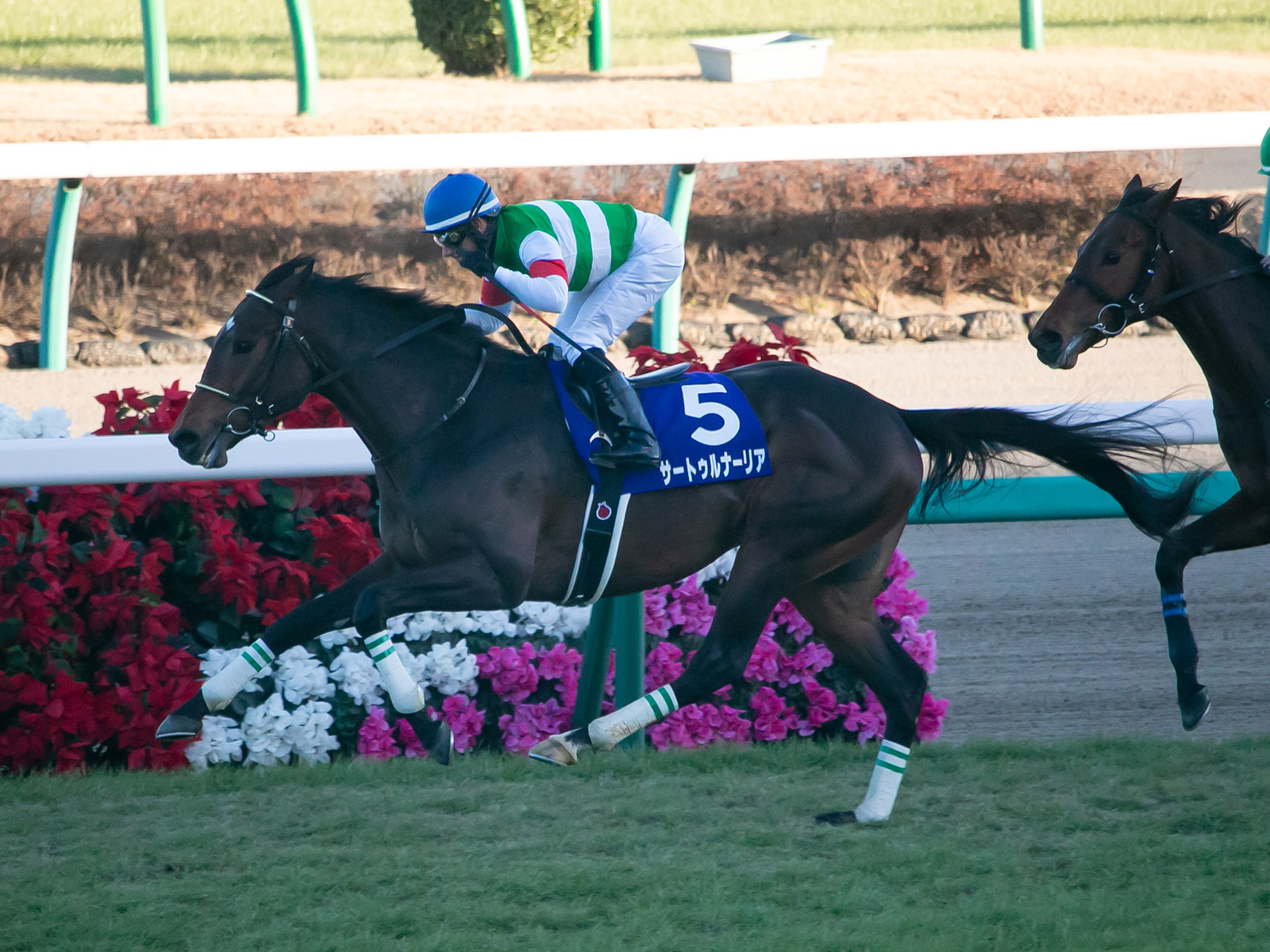
第35回ホープフルステークス出走時
（2018年12月28日）

年内最終戦として、12月28日のGIホープフルステークスに参戦。栗東坂路で行われた最終追い切りでは軽く促された程度でラスト1F11秒9を計測し、当日は単勝1.8倍の支持を集めた。レースでは好スタートから2番手を追走し、4コーナーから直線にかけて内に包まれる場面もあったが、僅かに生まれた隙間を突いて一瞬で抜け出し、ゴールまで一度も鞭を入れられることなく2着アドマイヤジャスタに1馬身半差をつけて優勝。騎乗したミルコ・デムーロは勝利騎手インタビューで「今年一番強い2歳馬です」と絶賛した。

### 3歳（2019年）
2歳時の全3戦に騎乗したデムーロは年明けすぐのインタビューでサートゥルナーリアについて「彼は歴史を変える一頭だと思う。今年も本当に楽しみな馬だよ」と語っていたが、デムーロには朝日杯フューチュリティステークスを含め4戦4勝のアドマイヤマーズもお手馬として抱えており、どちらに騎乗することになるか注目された。結果、1月10日になって春のクラシック戦線はクリストフ・ルメールに乗り替わることが発表され、同月23日にはホープフルステークスで長距離輸送、中山競馬場の2000mを経験していることから、トライアルを使わず皐月賞に直行することが決まった。

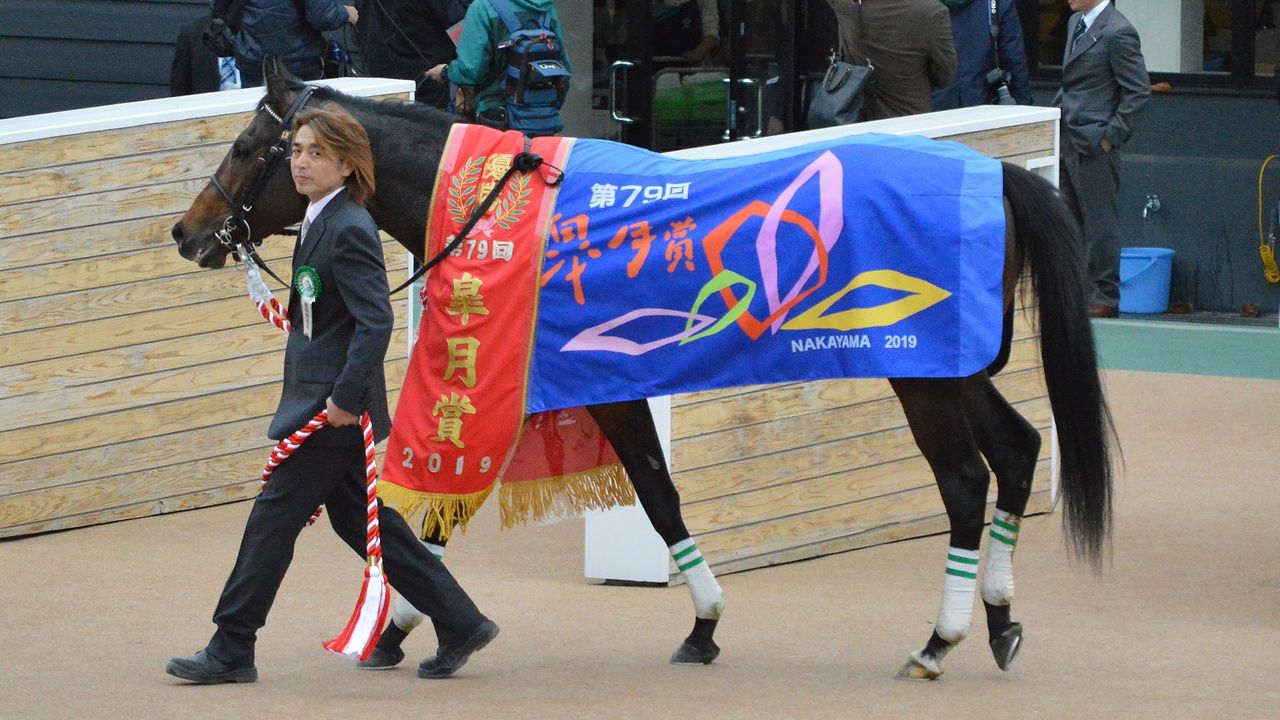
皐月賞

2019年初戦となった皐月賞では、単勝オッズ1.7倍の1番人気に推された。道中6から7番手の外で待機し直線で一気に抜け出すと、2着のヴェロックス、最内から伸びてきたダノンキングリーとの叩き合いを制しアタマ差での1位入線を果たす。最後の直線でヴェロックスとが競り合った際、直線の半ば付近で内側に斜行してヴェロックスの進路を狭めたとして審議が行われたものの、最終的に着順通りに確定しクラシック初戦を勝利した。鞍上のクリストフ・ルメールは皐月賞初制覇と同時に、JRA史上9人目のクラシック完全制覇を達成した。無敗で皐月賞を制したのは2005年のディープインパクト以来14年ぶりとなった。

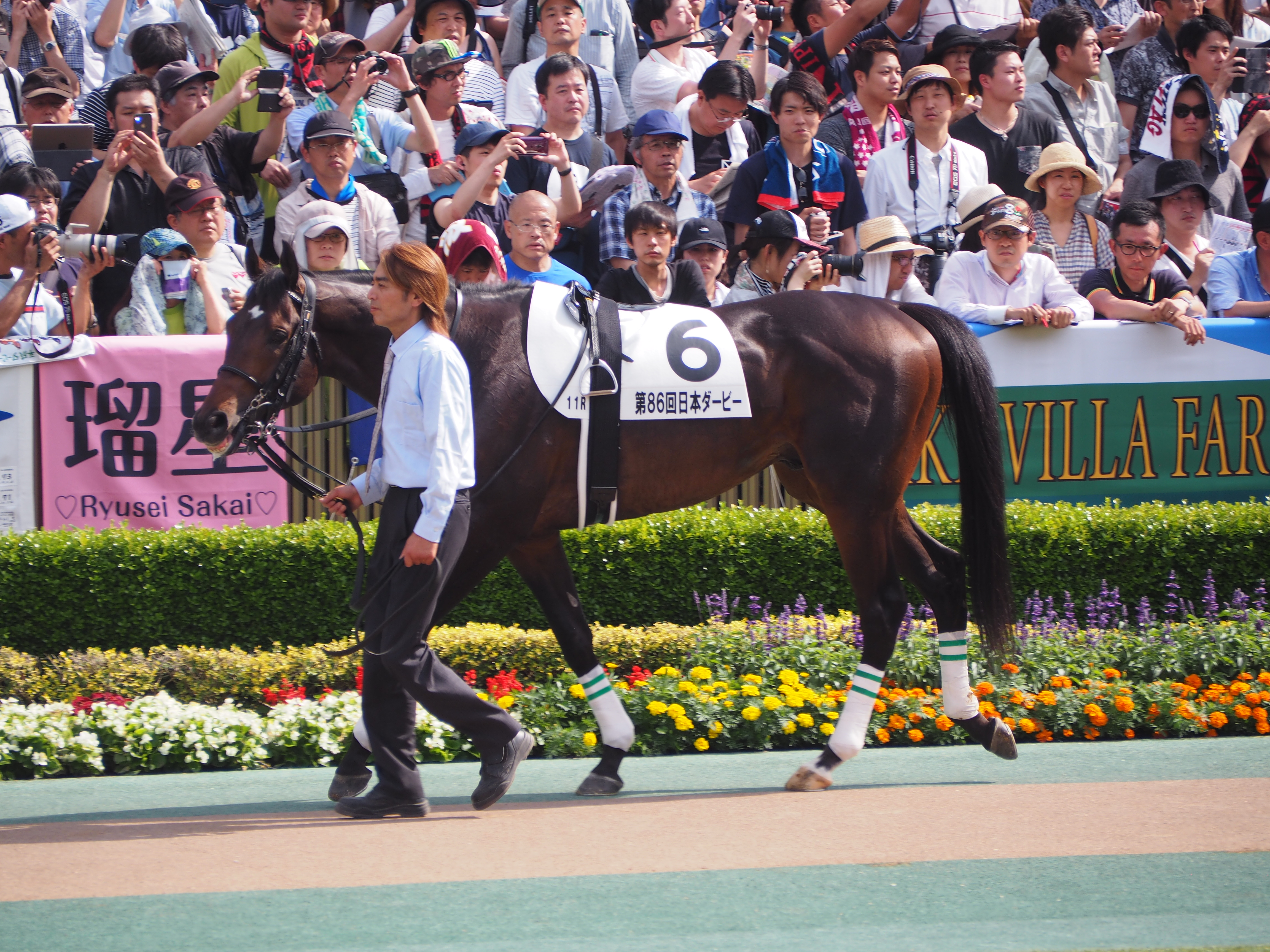
第86回東京優駿パドック
（2019年5月26日）

5月26日、クラシック第2戦の東京優駿（日本ダービー）では、皐月賞に続いて鞍上を務める予定だったルメールが同月5日のNHKマイルカップにてグランアレグリアに騎乗して出走した際、最後の直線で外側に斜行しダノンチェイサーの進路を塞いだとして翌週開催からダービーまでの16日間の騎乗停止処分を受けて当日の本馬への騎乗が不可能となっていたため、代役として4月から短期免許制度を交付して来日していたダミアン・レーン騎手を迎えてのテン乗りでの出走となった。戦前の共同記者会見でレーンは「VTRで過去のレースを確認しまして、非常に良い馬なので、とても乗るのを楽しみにしています。多分いくつもレース中はオプションがあると思いますが、素晴らしい終いの脚を見ていて1番強い馬だなと思いました」と自信を覗かせ、当日も単勝1.6倍で1番人気に支持されたものの、スタートで出遅れて道中を11番手でレースを進め、大外に持ち出した直線では上がり最速34秒1の末脚を繰り出して前を行くロジャーバローズ、ダノンキングリーの二頭を追い上げたものの捉えられず、さらには一度かわしたヴェロックスにも内から差し返されて4着に敗れ、デビュー5戦目にして初黒星を喫した。レース後、鞍上のレーンは「ゲートに着いてから時間がたって、馬のテンションが上がってきてしまった。ゲートでガタガタして、いつもより後ろからになってしまった。道中の手応えの感じは良かったが、早めに仕掛けて勝負にいったぶん、最後は苦しくなってしまった」と振り返り、また10月にフランス・パリロンシャン競馬場で行われる凱旋門賞に本馬の挑戦を表明していたキャロットファームの秋田博章社長は「まだ3歳のこの時期の段階だし、（敗因が）馬の発走（出遅れ）のところなのか距離なのか分からないので」とコメントし、既に登録を済ませていた凱旋門賞への挑戦を断念する方向性を示した。（詳細は第86回東京優駿（日本ダービー）を参照）

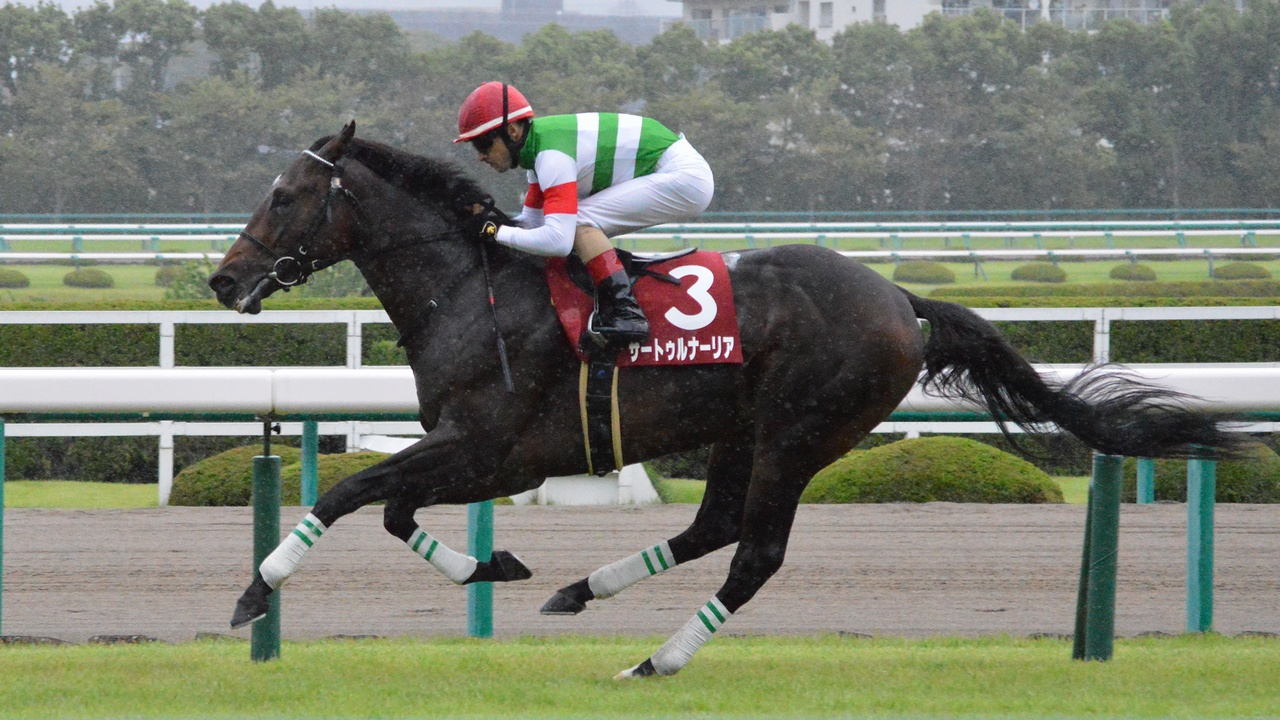
神戸新聞杯

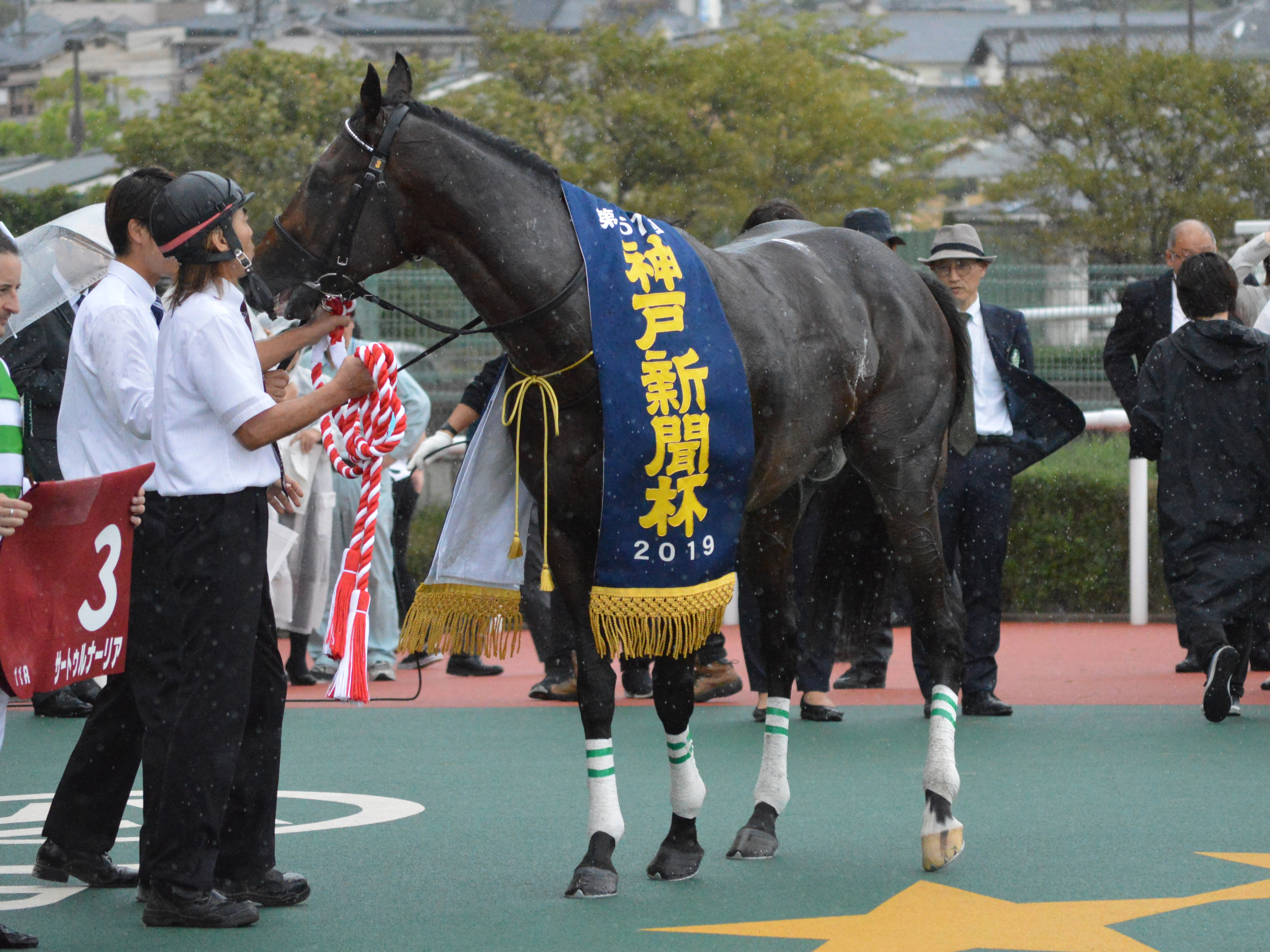
神戸新聞杯

6月24日にキャロットクラブを通じて秋の初戦は神戸新聞杯に出走することが発表された。9月22日の神戸新聞杯では鞍上がルメールに戻り、単勝オッズ1.4倍の1番人気に支持される。道中2番手でレースを進め、直線入り口で先頭に立つと、後続に3馬身差をつけて優勝し、菊花賞への優先出走権を獲得した。ゴール前では、騎手が後方を振り返ってセーフティリードを確認すると、それ以上は力走しなくてもよいだけの余裕があった。ゴールまでのラスト600メートルの走破タイムは、勝ったサートゥルナーリアと3着のワールドプレミアが32秒3を記録した。この記録は阪神競馬場を2006年に改装して以後の勝ち馬の記録としては最も速いものだった。『競馬ブック』の牟田雅直は、この時計がでた要因として、スピードの出やすい馬場であったこと、前半のペースが遅かったことの影響を指摘しつつ、この好タイムは2400メートルの距離に不安がないことを示したものとした。
レース後、馬主側は優先出走権を得ている菊花賞へ出走する意思がないことを明言し、天皇賞（秋）に出走することになった。
迎えた天皇賞（秋）はルメールが前年の年度代表馬・アーモンドアイに騎乗するため、5年振りに来日していたクリストフ・スミヨンを鞍上に迎えた。初対戦となるアーモンドアイをはじめ、ダノンプレミアム、ワグネリアンなどの古馬の有力馬が集まり、出走16頭の内GI優勝馬は10頭という超豪華メンバーとなった。本馬はその中でアーモンドアイに次ぐ2番人気に推された。しかし、ゲートに入る前から落ち着きがなく、レースでは好位につけたが、直線で伸び脚を欠き、6着に敗れた。レース後に鞍上のスミヨンは「ずっと力みっぱなし。直線は、ゴールの100メートル手前で外に膨れ、アップアップの状態だった」と敗因を語った。（詳細は第160回天皇賞を参照）
次走にはファン投票で第4位となる8万3491票を集めた有馬記念を選択。前走に引き続きスミヨンとのコンビを継続しての出走となり、GI馬11頭が揃ったメンバーの中でアーモンドアイ、宝塚記念とコックスプレートを連勝しここがラストランとなる牝馬リスグラシューに次ぐ3番人気に推された。レース前から既にテンションが上がり消耗していた前走の結果を踏まえて輪乗りに参加せずゲートインを迎えると、レースでは好スタートからアーモンドアイをマークする形で中団後方を追走。最終コーナーで外から進出を開始し、直線半ばで内のアーモンドアイとフィエールマンを交わして一旦は先頭に立ったが、外から突き抜けたリスグラシューに差を開けられ、同馬から5馬身差の2着で入線。鞍上のスミヨンは「勝った馬が強過ぎました。リスグラシューが引退するなら、（今後は）日本でこの馬が一番強いのではないでしょうか」とコメント、角居調教師は「落ち着いていましたし、ジョッキーも“前回とは違った”と言ってくれました。力は出し切ったと思います」と述べた。（詳細は第64回有馬記念を参照）
JRA賞最優秀3歳牡馬の選定ではNHKマイルカップと香港マイルを制したアドマイヤマーズも有力候補に挙がっており、前年のJRA賞最優秀2歳牡馬選出に続く同馬との一騎打ちの様相となったが、17票差で本馬の受賞が決定した。

### 4歳（2020年）
1月13日、キャロットファームの秋田博章社長からサートゥルナーリアの香港遠征プランがあることが明かされ、遠征を行う場合は4月26日のクイーンエリザベス2世カップ、国内のレースの場合は大阪杯を目標とし、28日にはルメールを鞍上に3月15日の金鯱賞から始動することが発表された。当日は前年のチャレンジCなど5連勝中のロードマイウェイなどが出走する中、単勝1.3倍の1番人気の支持を受けた。58kgの斤量や左回りを不安視する声もあったものの、レースでは直線で先頭に立つと後続を突き放し、2着サトノソルタスに2馬身差をつけて勝利。人気に応えて重賞4勝目を挙げた。金鯱賞後は滋賀県のノーザンファームしがらきへ放牧に出され、大阪杯は回避、香港遠征は行わずに6月28日の宝塚記念に出走することが発表された。
迎えた宝塚記念ではファン投票3位の票数を集めた。大阪杯の1,2着馬ラッキーライラック・クロノジェネシスをはじめ、史上最多のGI馬8頭が集結する豪華メンバーが揃った中、それらを抑えて1番人気に推された。しかし、レース前の降雨で馬場状態が悪化。稍重で行われたレース本番では、道中10番手を追走したが、直線ではキャリアで最も遅い上がり3F37秒6と本来の末脚が見られず、勝ったクロノジェネシスから2秒1差と水をあけられる4着に敗れた。レース後、鞍上のルメールは敗因に前走より1ハロン長い距離と馬場を挙げ、「ベストは2000メートルでしょう。良馬場なら、もっといい競馬ができたと思います」とコメント。管理する角居調教師も「（父の）ロードカナロアが出てきたのか、（距離も）長く感じました」と語った。
秋に入り、11月29日に東京競馬場で行われるジャパンカップ (GI/芝2400m)に出走を予定していたが、左前脚に腫れが見られたことから、回避することが決まった。その後は有馬記念へ向けて調整されていたが、「万全な状態での出走が叶わない」として同レースも回避。「今後は年明けの番組と馬の状態を見て判断する」としていたが、翌2021年1月15日、現役を引退することがキャロットクラブのホームページで発表された。1月20日付で登録抹消。引退後は社台スタリオンステーションで種牡馬入りする。

## 競走成績
以下の内容はnetkeiba.comの情報に基づく。
| 競走日     | 競馬場 | 競走名       | 格  | 距離（馬場）  | 頭 数 | 枠 番 | 馬 番 | オッズ （人気） | 着順 | タイム （上がり3F） | 着差 | 騎手        | 斤量 [kg] | 1着馬（2着馬）         | 馬体重 [kg] |
| ---------- | ------ | ------------ | --- | ------------- | ----- | ----- | ----- | --------------- | ---- | ------------------- | ---- | ----------- | --------- | ---------------------- | ----------- |
| 2018.06.10 | 阪神   | 2歳新馬      |     | 芝1600m（良） | 9     | 5     | 5     | 001.10（1人）   | 01着 | R1:37.2（34.2）     | -0.2 | 0M.デムーロ | 54        | （ディープダイバー）   | 488         |
| 0000.10.27 | 京都   | 萩S          | OP  | 芝1800m（良） | 7     | 1     | 1     | 001.20（1人）   | 01着 | R1:49.6（35.1）     | -0.3 | 0M.デムーロ | 55        | （ジャミールフエルテ） | 488         |
| 0000.12.28 | 中山   | ホープフルS  | GI  | 芝2000m（良） | 13    | 4     | 5     | 001.80（1人）   | 01着 | R2:01.6（35.3）     | -0.2 | 0M.デムーロ | 55        | （アドマイヤジャスタ） | 500         |
| 2019.04.14 | 中山   | 皐月賞       | GI  | 芝2000m（良） | 18    | 6     | 12    | 001.70（1人）   | 01着 | R1:58.1（34.1）     | -0.0 | 0C.ルメール | 57        | （ヴェロックス）       | 496         |
| 0000.05.26 | 東京   | 東京優駿     | GI  | 芝2400m（良） | 18    | 3     | 6     | 001.60（1人）   | 04着 | R2:23.1（34.1）     | -0.5 | 0D.レーン   | 57        | ロジャーバローズ       | 490         |
| 0000.09.22 | 阪神   | 神戸新聞杯   | GII | 芝2400m（良） | 8     | 3     | 3     | 001.40（1人）   | 01着 | R2:26.8（32.3）     | -0.5 | 0C.ルメール | 56        | （ヴェロックス）       | 498         |
| 0000.10.27 | 東京   | 天皇賞（秋） | GI  | 芝2000m（良） | 16    | 5     | 10    | 003.40（2人）   | 06着 | R1:57.1（34.9）     | -0.9 | 0C.スミヨン | 56        | アーモンドアイ         | 502         |
| 0000.12.22 | 中山   | 有馬記念     | GI  | 芝2500m（良） | 16    | 5     | 10    | 007.80（3人）   | 02着 | R2:31.3（35.4）     | -0.8 | 0C.スミヨン | 55        | リスグラシュー         | 504         |
| 2020.03.15 | 中京   | 金鯱賞       | GII | 芝2000m（良） | 12    | 5     | 6     | 001.30（1人）   | 01着 | R2:01.6（33.2）     | -0.3 | 0C.ルメール | 58        | （サトノソルタス）     | 502         |
| 0000.06.28 | 阪神   | 宝塚記念     | GI  | 芝2200m（稍） | 18    | 3     | 5     | 002.40（1人）   | 04着 | R2:15.6（37.6）     | -2.1 | 0C.ルメール | 58        | クロノジェネシス       | 508         |

## 種牡馬時代
2021年から社台スタリオンステーションで種牡馬入りした。1月21日に初年度種付料は600万円（受胎条件）と発表されると、同月25日には満口となった。
急遽種牡馬入りしたにもかかわらず初年度から種付け頭数は205頭にのぼり、全体ではルヴァンスレーヴ、エピファネイア、ゴールドドリームに次ぐ第4位を記録している。
2022年の種付料は産駒誕生前であったが100万円上昇し700万円（受胎条件）と発表されると、その後すぐに満口となった。種付け頭数は195頭と頭数自体は微減したものの、種牡馬全体ではシルバーステート、ドレフォン、ルヴァンスレーヴに次ぐ2年連続の第4位を記録した。
2023年の種付料は産駒デビュー前ながら再度100万円上昇し800万円(受胎条件)と発表されると、翌日には満口となった。種付け頭数は201頭と微増し、引き続きの人気ぶりを示している。これは種牡馬全体ではキタサンブラック、マインドユアビスケッツ、コントレイルに次ぐ数字であり、3年連続の第4位となった。
2024年の種付料は前年から変わらず800万円(受胎条件)と発表された。産駒デビュー直前を踏まえてか前3年より遅く、2月7日に満口と発表された。種付け頭数も157頭、種牡馬全体で第14位と比較的抑えられたとなった。
産駒に対する注目度も高く、初上場となった2022年セレクトセールでは全14頭が落札され、3頭が億越え、総額が12億9600万円、平均価格が9000万円越えとなった。中でもラルケットの2022はG1馬ステルヴィオの半弟という血統背景もあり、3億円で金子真人ホールディングスに落札された。
産駒は2024年6月2日の東京第5レース(芝1,600m・牝馬限定)で2頭がデビューを果たしいずれも入着を果たすと、翌週6月9日の東京第5レース(芝1,600m)でコートアリシアンが5馬身差で快勝し、初勝利を果たした。
新種牡馬リーディングをナダルと激しく争い、最終開催日までもつれたが、クラウディアイがホープフルステークスで5着に入ったことで再逆転を果たし、新種牡馬リーディングを獲得した。これにより祖父キングカメハメハ、父ロードカナロアから3代続けての新種牡馬リーディング獲得となった。結果的に中央デビューを果たした79頭中26頭が勝ち上がり、27勝で1年目のシーズンを終えた。
2025年の種付け料は前年から200万円上昇し、1,000万円(受胎条件)と発表され、産駒の結果も踏まえてか数日後には満口となった。
ファンダムが年明けのジュニアCを勝利して以降、オープンクラス・重賞では勝ちきれずにいたが、ファンダムがG3毎日杯を無敗で制覇し産駒の重賞初制覇を飾った。その後ショウヘイがG2京都新聞杯を制する。

### 重賞優勝産駒
- 2022年産
  - ファンダム（2025年毎日杯）
  - ショウヘイ（2025年京都新聞杯）

## 血統表
| サートゥルナーリアの血統    | サートゥルナーリアの血統                           | サートゥルナーリアの血統 | （血統表の出典）    | （血統表の出典）  |
| 父系                        | キングマンボ系                                     | キングマンボ系           | キングマンボ系      | [ § 2 ]           |
| 父 ロードカナロア 2008 鹿毛 | 父の父キングカメハメハ 2001 鹿毛                   | Kingmambo                | Mr. Prospector      | Mr. Prospector    |
| 父 ロードカナロア 2008 鹿毛 | 父の父キングカメハメハ 2001 鹿毛                   | Kingmambo                | Miesque             |                   |
| 父 ロードカナロア 2008 鹿毛 | 父の父キングカメハメハ 2001 鹿毛                   | *マンファス              | *ラストタイクーン   | *ラストタイクーン |
| 父 ロードカナロア 2008 鹿毛 | 父の父キングカメハメハ 2001 鹿毛                   | *マンファス              | Pilot Bird          |                   |
| 父 ロードカナロア 2008 鹿毛 | 父の母レディブラッサム 1996 鹿毛                   | Storm Cat                | Storm Bird          | Storm Bird        |
| 父 ロードカナロア 2008 鹿毛 | 父の母レディブラッサム 1996 鹿毛                   | Storm Cat                | Terlingua           |                   |
| 父 ロードカナロア 2008 鹿毛 | 父の母レディブラッサム 1996 鹿毛                   | *サラトガデュー          | Cormorant           | Cormorant         |
| 父 ロードカナロア 2008 鹿毛 | 父の母レディブラッサム 1996 鹿毛                   | *サラトガデュー          | Super Luna          |                   |
| 母 シーザリオ 2002 青毛     | 母の父スペシャルウィーク 1995 黒鹿毛               | *サンデーサイレンス      | Halo                | Halo              |
| 母 シーザリオ 2002 青毛     | 母の父スペシャルウィーク 1995 黒鹿毛               | *サンデーサイレンス      | Wishing Well        |                   |
| 母 シーザリオ 2002 青毛     | 母の父スペシャルウィーク 1995 黒鹿毛               | キャンペンガール         | マルゼンスキー      | マルゼンスキー    |
| 母 シーザリオ 2002 青毛     | 母の父スペシャルウィーク 1995 黒鹿毛               | キャンペンガール         | レディーシラオキ    |                   |
| 母 シーザリオ 2002 青毛     | 母の母*キロフプリミエール Kirov Premiere 1990 鹿毛 | Sadler's Wells           | Northern Dancer     | Northern Dancer   |
| 母 シーザリオ 2002 青毛     | 母の母*キロフプリミエール Kirov Premiere 1990 鹿毛 | Sadler's Wells           | Fairy Bridge        |                   |
| 母 シーザリオ 2002 青毛     | 母の母*キロフプリミエール Kirov Premiere 1990 鹿毛 | Querida                  | Habitat             | Habitat           |
| 母 シーザリオ 2002 青毛     | 母の母*キロフプリミエール Kirov Premiere 1990 鹿毛 | Querida                  | Principia           |                   |
| 母系(F-No.)                 | (FN:16-a)                                          | (FN:16-a)                | (FN:16-a)           | [ § 3 ]           |
| 5代内の近親交配             | Northern Dancer 5×4                                | Northern Dancer 5×4      | Northern Dancer 5×4 | [ § 4 ]           |
| 出典                        | 1. 2. 3. 4.                                        | 1. 2. 3. 4.              | 1. 2. 3. 4.         | 1. 2. 3. 4.       |

- 母シーザリオは2005年の優駿牝馬、アメリカンオークス招待ステークスの優勝馬。
- 半兄に2013年の菊花賞と2014年のジャパンカップを制したエピファネイア、2015年の朝日杯フューチュリティステークスを制したリオンディーズがいる。
- 祖母キロフプリミエールは、ラトガーズBCH(米GIII)を制している。キロフプリミエールの半姉Be Discreetの曾孫にファシネイティングロック（英語版）（2015年チャンピオンステークス・2016年タタソールズゴールドカップ）がいる。
- 3代母の半弟チーフシンガー（英語版）は1984年のジュライカップ、サセックスステークスの優勝馬。